# Kees van der Linden

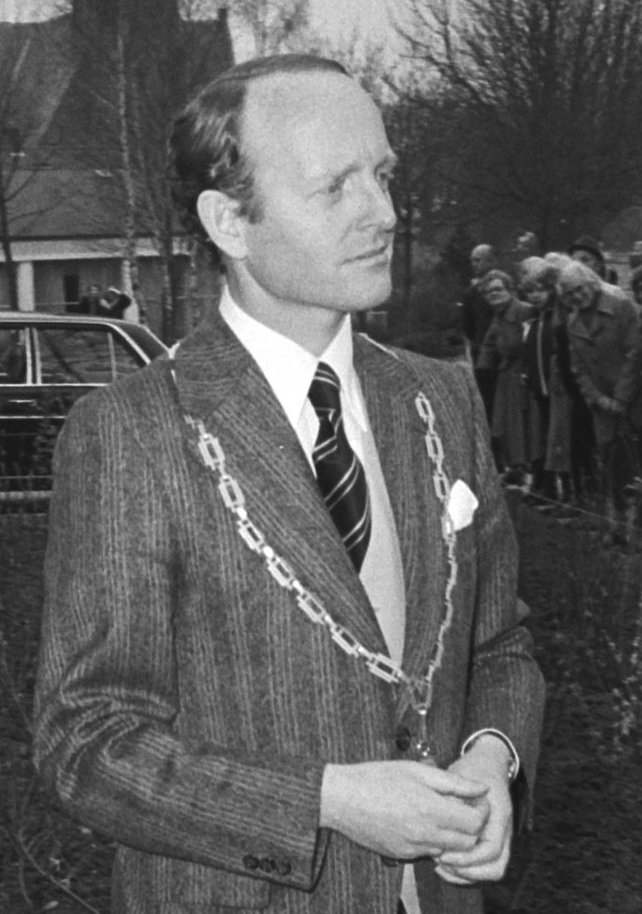
Burgemeester C.M. van der Linden (1977)

Cornelis Marie (Kees) van der Linden (Vlaardingen, 7 december 1931 – Oudeschoot, 9 oktober 2010) was een Nederlands politicus van de Christelijk-Historische Unie (CHU) en later het CDA.
Hij werd geboren als zoon van C. van der Linden die later gemeentesecretaris van Vlaardingen zou worden. Na het doorlopen van het Stedelijk Gymnasium Schiedam vervulde hij zijn militaire dienstplicht. Daarna ging hij eind 1955 werken bij de gemeentesecretarie van Leiden. Enkele maanden later maakte hij de overstap naar de provinciale griffie van Friesland. In 1961 ging hij als commies werken bij de gemeentesecretarie van Haarlem en in augustus 1964 volgde zijn benoeming tot commies A bij het kabinet van de commissaris van de koningin van Overijssel. In de zomer van 1968 werd hij burgemeester van Koudekerk aan den Rijn. In september 1975 volgde zijn benoeming tot burgemeester van de gemeenten Haastrecht, Stolwijk en Vlist en zeven jaar later werd Van der Linden de burgemeester van Waddinxveen waar hij tot zijn pensionering in 1996 zou aanblijven.
In oktober 2010 overleed hij in zijn Friese woonplaats Oudeschoot op 78-jarige leeftijd.